# ارث ایرلاینز
ارث ایرلاینز (به انگلیسی: Earth Airlines) یک شرکت هواپیمایی است. دفتر مرکزی ارث ایرلاینز در لاگوس، نیجریه واقع شده‌است و قطب این شرکت هواپیمایی در فرودگاه بین‌المللی مرتلا محمد قرار دارد.